# Jhalda
Jhalda là một thành phố và khu đô thị của quận Puruliya thuộc bang Tây Bengal, Ấn Độ.

## Nhân khẩu
Theo điều tra dân số năm 2001 của Ấn Độ, Jhalda có dân số 17.870 người. Phái nam chiếm 52% tổng số dân và phái nữ chiếm 48%. Jhalda có tỷ lệ 64% biết đọc biết viết, cao hơn tỷ lệ trung bình toàn quốc là 59,5%: tỷ lệ cho phái nam là 73%, và tỷ lệ cho phái nữ là 53%. Tại Jhalda, 14% dân số nhỏ hơn 6 tuổi.